# Claudia Neto
Claudia Neto, född 18 april 1988 i Portimão i Portugal, är en portugisisk fotbollsspelare som spelar som mittfältare för VfL Wolfsburg och Portugals damlandslag i fotboll.

## Klubbkarriär
I november 2017 värvades Neto av tyska VfL Wolfsburg.